# Parque Nacional Pshav-Khevsureti
O Parque Nacional Pshav-Khevsureti (em georgiano:  ფშავ-ხევსურეთი) encontra-se na região de Misqueta-Montanhas, na Geórgia. O parque foi estabelecido pelo envolvimento directo do World Wide Fund for Nature.
O parque ajuda na conservação do leopardo no Cáucaso, bem como da cabra Bezoar (Capra aegagrus aegagrus), da caprina caucasiana endémica (Capra caucasica cylindricornis), do urso pardo, do lince euroasiático, do veado-vermelho caucasiano, da camurça, entre outras espécies.